# Amblyseius tennesseensis
Amblyseius tennesseensis är en spindeldjursart som beskrevs av De Leon 1962. Amblyseius tennesseensis ingår i släktet Amblyseius och familjen Phytoseiidae. Inga underarter finns listade i Catalogue of Life.